# Seleção Russa de Rugby Union
A Seleção Russa de Rugby Union é a equipe que representa a Rússia em competições internacionais de Rugby Union.